# (469372) 2001 QF298
(469372) 2001 QF298（仮符号2001 QF298）とは、太陽系の最も外側の領域のエッジワース・カイパーベルトに存在する太陽系外縁天体である。2001年8月19日にMarc W. Buieによって発見された。2001 QF298は冥王星族であり、冥王星のように海王星と3:2の軌道共鳴の関係にあることを意味している。

## 物理的特性
2012年、2001 QF298のサイズは、ハーシェル宇宙天文台で得られた熱放射データに基づいて推定された。結果は408.2+40.2
−44.9 kmであった。
可視光線では、2001 QF298は灰色またはわずかに赤い色をしているように見える。

## 準惑星候補
最初に発見されたとき、2001 QF298は4.7の絶対等級（H）を持つと計算された。2008年の光度曲線振幅分析ではわずかなずれしか示されていないため、2001 QF298は直径約480キロメートル (300 mi)の回転楕円体で、小さなアルベドスポットがあり、したがって準惑星であることが示唆された。絶対等級5.4でアルベドを0.1と仮定すると、450キロメートル (280 mi)よりも小さいため、2010年からの同じ著者の準惑星候補のリストには含まれていない（最初の論文と同じ基準）。